# John Harrison (cầu thủ bóng đá, sinh 1961)
John James Harrison (sinh ngày 7 tháng 6 năm 1961) là một cựu cầu thủ bóng đá người Anh từng thi đấu ở vị trí hậu vệ tại Football League cho York City, và ở bóng đá non-League cho Leeman United và Osbaldwick.